# 刘琦 (1930年)
刘琦（1930年—2014年12月27日），女，北京人，中国共产党党员，作家，是彝族叙事长诗《阿诗玛》搜集整理者之一。毕业于云南师范大学英语系，曾任云南文工团创作组长、云南民研会副主席、云南作协副秘书长、中国民研会理事，1979年加入中国作家协会。由于她对弘扬阿诗玛文化，促进石林发展有巨大贡献，2014年被石林彝族自治县人民政府授予“云南石林荣誉公民”称号。主要作品有长篇小说《茶山铃声》、传记《孙兰英》、剧本《小三媳妇》等，参与了彝族《阿诗玛》、傣族《召树屯》等少数民族民间文学作品的整理。